# Bráulio de Castro
Bráulio José Gomes de Castro, mais conhecido por Bráulio de Castro (Bom Jardim, Pernambuco, 18 de agosto de 1942 - Recife, 20 de junho de 2021), foi um compositor brasileiro.

## Morte
Morreu no Recife aos 78 anos, por complicações respiratórias.

## Músicas Compostas
Entre as músicas mais famosas compostas por Bráulio de Castro, estão:
| Canção                            | Intérprete(s)                                          |
| --------------------------------- | ------------------------------------------------------ |
| "Teu lenço branco"                | Raimundo Santos                                        |
| "Rock do jegue"                   | Genival Lacerda                                        |
| "Bendito seja"                    | Benito de Paula                                        |
| "Desafio (Cuca cheia de cachaça)" | Luiz Américo / Alcione                                 |
| "Meu bombom"                      | Nando Cordel e Fafá de Belém.                          |
| "Trinta Dinheiros"                | Wilson Simonal                                         |
| "Tá Vendo",                       | Nerino Silva                                           |
| "O Aperto"                        | Maria Alcina                                           |
| “Violão e Viola” e “Véio Mestre”  | Demônios da Garoa                                      |
| “Vai Devagar, Conceição”          | Jackson Antunes com “Vai Devagar, Conceição” e a dupla |
| “Mulher de Amigo Meu”             | Guilherme e Gustavo com “Mulher de Amigo Meu”.         |

## Prêmios e Indicações
- 3º lugar no "Festival Globo - Cem anos de Monteiro Lobato", com a música "Antes que Acabem as Flores", defendida por Noite Ilustrada;
- 5º lugar no "Canta Nordeste" com a composição "Boi da Alegria", interpretada por Edy Carlos;
- 1º lugar no "Frevança" com o "Maracatu Quilombo", na interpretação da cantora Matilde;
- 4º lugar no "Recifrevo", com "Moysés e o menino da sombrinha"
- 1º lugar no "Recifrevo" com o "frevo-de-bloco / O banjo de Narciso", ambos em parceria com Fátima de Castro. Esta música foi defendida pelo Coral do Bloco da Saudade e pela própria Fátima.